# فهرست قسمت‌های مستر بین
این مقاله، فهرست قسمت‌های مجموعه تلویزیونی بریتانیایی، مستر بین با بازی روآن اتکینسون به عنوان شخصیت اصلی است که از ۱ ژانویه ۱۹۹۰  تا ۱۵ دسامبر ۱۹۹۵ پخش شد. همچنین حضور این شخصیت در فیلم‌های سینمایی و دیگر برنامه‌ها ذکر شده‌است.

## قسمت‌های اصلی
| # | عنوان                          | کارگردان                 | نویسنده                                                 | تاریخ پخش            |
| --- | ------------------------------ | ------------------------ | ------------------------------------------------------- | -------------------- |
| ۱ | «مستر بین»                     | روآن اتکینسون            | بن التون، ریچارد کرتیس و روآن اتکینسون                  | ۱ ژانویه ۱۹۹۰        |
| مستر بین در یک امتحان ریاضی شرکت می‌کند و سعی می‌کند از یک دانشجوی دیگر (پاول بوان) تقلب کند در حالی که زیر چشم یک مراقب (رادولف واکر) است و آخر امتحان می‌فهمد که سوالات سبز جبر و سوالات برگه سفید هندسه بوده‌اند؛ او می‌خواهد برای شنا مایو بپوشد در حالی که نمی‌دانسته کسی (راجر سولمن) در آن حوالی هست؛ او سعی می‌کند در مراسم کلیسا خود را بیدار نگه دارد، که باعث ناراحتی مردی که کنارش نشسته (ریچارد برایرز) می‌شود. |                                |                          |                                                         |                      |
| ۲ | «بازگشت مستر بین»              | روآن اتکینسون            | ریچارد کرتیس، رابین دریسکول و روآن اتکینسون             | ۵ نوامبر ۱۹۹۰        |
| بین در خیابان اجرا می‌کند تا به یک نوازنده دوره‌گرد (دیو اوهیگینز) پول بدهد؛ کارت اعتباری جدیدش را در یک فروشگاه بزرگ استفاده می‌کند؛ در یک رستوران با غذایی ناخواسته از او پذیرایی می‌شود، که برای نخوردن آن راهکارهای عجیبی را بکار می‌گیرد؛ و از سر بداقبالی در زمان بازدید ملکه الیزابت دوم دچار بی‌نظمی و شورش و اغتشاش می‌شود.                                                                                        |                                |                          |                                                         |                      |
| ۳ | «نفرین مستر بین»               | جان هاوارد دیویس         | ریچارد کرتیس، رابین دریسکول و روآن اتکینسون             | ۳۰ دسامبر ۱۹۹۰       |
| مستربین به یک استخر محلی می‌رود در آنجا می‌فهمد که دایو بسیار بلند است؛ سعی می‌کند از پارکینک بدون پرداخت پول بیرون برود؛ در پارک ساندویچ درست می‌کند در حالی که روی نیمکت کنار انگس دیتن (بازیگر) نشسته است؛ از چراغ قرمز رد می‌شود و با دوست دخترش به تماشای یک فیلم ترسناک می‌رود. |                                |                          |                                                         |                      |
| ۴ | «مستر بین به شهر می‌رود»        | روآن اتکینسون و جان کلین | ریچارد کرتیس، رابین دریسکول و روآن اتکینسون             | ۱۵ اکتبر ۱۹۹۱        |
| مستربین یک تلویزیون کوچک می‌خرد اما ظاهرا در دریافت تصویر خوب به مشکل بر می‌خورد. او به پارک می‌رود و در آنجا دوربین عکاسی‌اش را می‌دزدند و راهی برای شناسایی مجرم پیدا می‌کند. وقتی کفشش را بر سقف یک اتومبیل در مرکز شهر می‌گذارد، به راه می‌افتد تا آن را پس بگیرد. بعد او استفاده‌ای جدید از دکه‌های عکاسی پیدا می‌کند و سپس دوست دخترش را به تماشای شعبده‌بازی و رقص در دیسکو می‌برد.                                        |                                |                          |                                                         |                      |
| ۵ | «مشکل مستر بین»                | روآن اتکینسون            | ریچارد کرتیس، رابین دریسکول و روآن اتکینسون             | ۱ ژانویه ۱۹۹۲        |
| مستر بین دیر از خواب بیدار می‌شود و باید خود را با عجله به مطب دندانپزشکی در آن سوی شهر برساند. ویزیت او بد پیش می‌رود و موجب بیهوشی دندانپزشک (ریچارد ویلسون (بازیگر اسکاتلندی)) می‌شود. بین در کنار دریاچه سعی می‌کند به کودکی کمک کند که با کنترل از راه دور با قایق بازی کند. او به پیک‌نیک می‌رود و سعی می‌کند بدون از مزاحمت یک زنبور بی‌عسل رهایی یابد.                                                               |                                |                          |                                                         |                      |
| ۶ | «ماشین‌سواری مستر بین»          | پل ویلند و جان کلین      | ریچارد کرتیس، رابین دریسکول و روآن اتکینسون             | ۱۷ فوریه ۱۹۹۲        |
| بین سعی می‌کند مردی را که در خیابان سکته قلبی کرده را احیا کند اما در نهایت باعث خرابی آمبولانس می‌شود. او می‌خواهد نامه‌ای را پست کند اما داخل صندوق پستی گیر می‌افتد. بین وسایلش را می‌بندد تا به تعطیلات برود اما در قطار از دست مردی که در کوپه کتاب می‌خواند و بلند می‌خندد (استیون فراست) در عذاب است. در مرحله بعدی سفر او در هواپیما او سعی می‌کند پسر بچه‌ای که در هواپیما بدحال است را شاد کند.                      |                                |                          |                                                         |                      |
| ۷ | «کریسمس مبارک، مستر بین»       | روآن اتکینسون            | ریچارد کرتیس، رابین دریسکول و روآن اتکینسون             | ۲۹ دسامبر ۱۹۹۲       |
| بین یک مجموعه نظامی مینیاتوری در فروشگاه هرودز می‌بیند و با آن نمایشی اجرا می‌کند، سپس یگ گروه موسیقی خیابانی را رهبری می‌کند و بعد سعی می‌کند که یک بوقلمون بزرگ را برای شام شب عید خود و دوست دخترش بپزد، در حالی که او انتظار دارد بین حلقه‌ای را بعنوان هدیه خریده و در آن شب از او خواستگاری کند. |                                |                          |                                                         |                      |
| ۸ | «مستربین در اتاق شماره ۴۲۶»    | پل ویلند                 | روآن اتکینسون                                           | ۱۷ فوریه ۱۹۹۳        |
| مستر بین خودش را برای آخر هفته به اقامت در هتل مهمان می‌کند و در آنجا درگیر رقابت با مهمان اتاق همسایه می‌شود. او مقداری صدف فاسد می‌خورد و شب در حال بیماری دچاری کابوسی در مورد خود و همسایه‌اش می‌شود. او با حال بد از اتاق خارج می‌شود تا به همسایه دیگر در مورد بلند بودن صدای موسیقی تذکر دهد ولی در اتاق بسته می‌شود و او لخت و عور بیرون اتاق می‌ماند و در حالی که در لابی ... ستاره مهمان: دانی لا رو               |                                |                          |                                                         |                      |
| ۹ | «مستر بین، خودت درستش کن»      | روآن اتکینسون            | رابین دریسکول و روآن اتکینسون                           | الگو:Start date 1995 |
| در پایان سال میلادی ۱۹۹۴، مستر بین میزبان میهمانانی است که برای شب عید دعوت کرده است. فردا صبح او به فروشگاه می‌رود تا ضمن استفاده از حراج بعد از عید لوازم نقاشی ساختمان بخرد و خودش خانه‌اش را رنگ کند. |                                |                          |                                                         |                      |
| ۱۰ | «مواظب بچه باش مستر بین»       | پل ویلند                 | رابین دریسکول و روآن اتکینسون                           | ۲۵ آوریل ۱۹۹۴        |
| مستر بین در شهرک تفریحی ساوت‌سی است. نوزادی که مستربین اصلا نمی‌داند از کجا آمده با او همراه می‌شود و بین مشغول سرگرم کردن و نگهداری کودک در شهربازی می‌شود و او را از اتفاقات بد حفظ می‌کند تا اینکه سرانجام کودک به صورت معجزه‌آسایی نزد مادرش باز می‌گردد. |                                |                          |                                                         |                      |
| ۱۱ | «به مدرسه برگرد مستر بین»      | جان کلین                 | رابین دریسکول و روآن اتکینسون                           | ۱۵ نوامبر ۱۹۹۴       |
| در روز بازدید عمومی یک مدرسه، مستر بین به آن مدرسه می‌رود و از کلاس‌ها و امکانات مختلف مدرسه بازدید می‌کند و با آنکه در آنجا به او خوش می‌گذرد اما موقع خروج برای اتومبیلش مشکلی بزرگ پیش می‌آید. |                                |                          |                                                         |                      |
| ۱۲ | «یک ضرب. مستر بین»             | روآن اتکینسون            | رابین دریسکول و روآن اتکینسون                           | ۱۶ اکتبر ۱۹۹۵        |
| بعد از مشکلاتی که بین در یک مغازه لباسشویی شکه‌ای پیدا می‌کند، او به یک زمین بازی مینی گلف می‌رود. متصدی به او متذکر می‌شود که توپ را فقط با چوب باید لمس کند، این آغاز ماجرایی است که او را سرانجام با زدن ۳۲۴۷ ضربه موفق به پایان بازی می‌کند. |                                |                          |                                                         |                      |
| ۱۳ | «شب بخیر مستر بین»             | جان بیرکین               | رابین دریسکول و روآن اتکینسون                           | ۱۶ اکتبر ۱۹۹۵        |
| بین به دنبال آن است که در اتاق انتظاز یک بیمارستان، توی صف بزند. او می‌خواهد با دوربین اتوماتیک از خودش و گارد ملکه عکس بیندازد. مستر بین بعد از آن می‌خواهد با روش‌های عجیب و غریبش بر بی‌خوابی غلبه کند. |                                |                          |                                                         |                      |
| ۱۴ | «سلمانی بوسیله مستر بین لندنی» | روآن اتکینسون            | رابین دریسکول و روآن اتکینسون                           | ۱۵ نوامبر ۱۹۹۵       |
| بین به سلمانی می‌رود تا موهایش را اصلاح کند اما خود او چند مشتری را بسیار بد اصلاح می‌کند. او به یک مسابقه سگ‌های خانگی می‌رود و تدی را برای شرکت در آن ثبت نام می‌کند. بعدا او در یک سفر با قطار بلیط خودش را گم می‌کند و انواع کلک‌ها را بکار می‌بندد تا از جلوی کنتر‌ل‌چی رد شود ولی در نهایت سر از قسمت بار قطاری در می‌آورد که راهی مسکو است.                                                                              |                                |                          |                                                         |                      |
| قسمت–آخر | «بهترین تکه‌های مستر بین»       | روآن اتکینسون            | روآن اتکینسون، ریچارد کارتیس، رابین دریسکول، و بن التون | ۱۵ دسامبر ۱۹۹۵       |
| باران می‌آید و مستر بین همراه تدی به انباری زیر شیروانی می‌رود تا چتر پیدا کند اما در آنجا با دیدن اشیا مختلف خاطرات گذشته جلوی چشمش می‌آید. |                                |                          |                                                         |                      |

### قسمت‌های پخش نشده
این قسمت‌ها در تلویزیون پخش نشد و فقط بصورت نوارهای ویدیویی به تماشاگران رسیدند.
| # | عنوان            | کارگردان        | نویسنده       | تاریخ پخش    |
| --- | ---------------- | --------------- | ------------- | ------------ |
| ۱ | «کتابخانه»       | روآن اتکینسون   | روآن اتکینسون | ۵ آوریل ۱۹۹۰ |
| مستر بین به کتابخانه‌ای که دارای کتاب‌های نفیس و نایاب است می‌رود. او سر میز یک فرد بسیار جدی می‌نشیند و کتابدار حساس و منضبط همه چیز را زیر نظر دارد. او با کاغذ کالک و مداد مشغول کپی برداری از کتاب می‌شود ولی در یک لحظه عطسه می کند و کالک کنار می‌رود و بین که متوجه این موضوع نمی شود سعی در اصلاح این اشتباه دارد اما با یک سلسله اشتباهات بعدی کتاب را کلا از بین می‌برد. این صحنه مشابه صحنه‌ای از فیلم سینمایی بین است که او تقریبا به همین صورت یک تابلو نقاشی مهم را از بین می‌برد. ستاره‌های مهمان: پل بروک و رکس دویل |                  |                 |               |              |
| ۲ | «ایستگاه اتوبوس» | اولیور جین-ماری | توماس سزابو   | ۱۵ مه ۱۹۹۱   |
| مستر بین منتظر اتوبوس است ولی وقتی اتوبوس از راه می‌رسد همه را سوار می‌کند و بین را جا می‌گذارد. او سعی می‌کند برای اتوبوس بعدی اولین نفر باشد و به همین خاطر درگیر رقابت با مردی نابینا (رابین دریسکول) می‌شود. هر چند بین موفق می‌شود در نهایت خود را به اول صف برساند ولی اتوبوس بعدی کمی در عقب را باز می‌کند و صف از ته به سر وارد اتوبوس می‌شود و باز هم بین تنها کسی است که جا می‌ماند. |                  |                 |               |              |

### سکانس‌های حذف‌شده
این سکانس‌ها از قسمت‌های ۷ و ۹ در هنگام پخش اصلی تلویزیونی در بریتانیا حذف شده بودند اما در هنگام پخش در آمریکا و بعد برخی کشورهای دیگر و نیز نوارهایی ویدیویی VHS در مجموعه بودند.
| # | عنوان                                        | کارگردان      | نویسنده                                     | تاریخ پخش |
| --- | -------------------------------------------- | ------------- | ------------------------------------------- | --------- |
| ۱ | «وزن کردن بوقلمون از کریسمس مبارک، مستر بین» | روآن اتکینسون | ریچارد کرتیس، رابین دریسکول و روآن اتکینسون | اعلان‌نشده |
| این صحنه نشان می‌دهد که چطور مستر بین بوقلمونی را برنده می‌شود، همان بوقلمونی که بعد سرش در آن گیر می‌کند.مسابقه بر سر آن است که وزن بوقلمون را حدس بزنند و بعد آن را برنده شوند. مستر بین با یک ترازو در صف حضور پیدا می‌کند و بعد از اینکه با ماشین حساب وزن خودش را حساب می‌کند وزن بوقلمون را در حد گرم درست می‌گوید. |                                              |               |                                             |           |
| ۲ | «مبل از مستر بین، خودت درستش کن»             | روآن اتکینسون | رابین دریسکول و روآن اتکینسون               | اعلان‌نشده |
| در این صحنه مستر بین که در زمان حراج وارد فروشگاهی شده قصد خرید یک مبل راحتی برقی را دارد اما پیرزن و پیرمردی در آن را دیده و در حال آزمایش کردن آن هستند. مستر بین صندلی را خراب می‌کند و پیرزن لای مبل گیر می‌کند و در نهایت مستر بین با مبل از فروشگاه خارج می‌شود.                                                 |                                              |               |                                             |           |

## کمیک رلیف
این قسمت‌ها برای  کمیک رلیف (خیریه بریتانیایی که توسط کمدین‌ها هنگام قحطی اتیوپی ایجاد شد) تهیه و پخش شدند.
| # | عنوان                      | کارگردان | نویسنده | تاریخ پخش    |
| --- | -------------------------- | -------- | ------- | ------------ |
| ۱ | «روز دماغ قرمزهای مستربین» | نامعلوم  | نامعلوم | ۱۵ مارس ۱۹۹۱ |
| ماشین مستر بین مورد دستبرد قرار گرفته و او در کلانتری است. او نشان قرمز بر دماغ خودش زده و همینطور بر جلوی شلوازش و نیز لیوانی با این نشان دارد (دماغ قرمز در آن زمان نشانه کمیک رلیف بود). او به خانم پلیس می‌فهماند که در حمایت از این حرکت اینها را پوشیده و نیز روزه سکوت گرفته است. او با اشاره تمام گزارش سرقت را به پلیس می‌دهد و در نهایت وقتی پلیس از او می‌پرسد معلوم می‌شود فقط دو دقیقه تا پایان سکوت مانده است. پلیس بیست پوند به این خیریه کمک می‌کند.                                                                                                  |                            |          |         |              |
| ۲ | «قرار کور»                 | نامعلوم  | نامعلوم | ۱۲ مارس ۱۹۹۳ |
| بین در یک مسابقه قرار کور شرکت می‌کند که مجری‌اش سیلا بلک است. او با روش‌هاسی خودش در مسابقه تقلب می‌کند و قرار با تریسی زیبا را بدست می‌آورد. این قرار برای او لذت‌بخش است اما برای تریسی و برخی از کارکنان هتل چندان مطلوب نیست. |                            |          |         |              |
| ۳ | «توریل و بین»              | نامعلوم  | نامعلوم | ۱۷ مارس ۱۹۹۵ |
| نام نمایش تورویل و دین بوده که توسط اسکیت‌بازان مشهور انگلیسی اجرا شده است. مستر بین با دختری به این نمایش می‌رود و با خرابکاری‌های همیشگی‌اش وارد نمایش می‌شود. در آخر کار به جایی می‌رسد کریستوفر دین مستر بین را به بیرون از اتاق هل می‌دهد و بین به همین صورت وارد صحنه می‌شود و بجای دین برنامه اجرا می‌کند. این ویدیو فاقد صدای خنده است چرا که به صورت زنده برای پخش و صدای خنده ضبط نشده است. |                            |          |         |              |
| ۴ | «عروسی مستر بین»           | نامعلوم  | نامعلوم | ۱۶ مارس ۲۰۰۷ |
| مستر بین در یک مراسم عقد در کلیسا شرکت می‌کند اما در طول مراسم با عروس (میشله رایان) و داماد (متیو مک‌فادین) و کشیش (الکس مک‌کوئین) و خصوصا با پدر عروس (دیوید هیگ) درگیری‌ها و مشکلاتی پیدا می‌کند. |                            |          |         |              |
| ۵ | «مستر بین: تشییع جنازه»    | نامعلوم  | نامعلوم | ۱۳ مارس ۲۰۱۵ |
| مستر این بیست و پنج سال بعد از نخستین اجرا بار دیگر در این قسمت ظاهر می‌شود، با همان شمایل و شوخی‌ها و همان اتومبیل، و تنها چیزی که نشان می‌دهد در دوران جدید هستیم سلفی است که بوسیله موبایلش با تابوت می‌گیرد. ماجرا از این قرار است که مستر بین به تشییع جنازه می‌رود. او در مراسم خرابکاری‌هایی را موجب می‌شود، بلند فین می‌کند، پیرزنی (که همسر یا مادر متوفی است) را بیش از حد محکم می‌بوسد و نیز بجای گل، یک بسته شکلات کشی به متوفی هدیه می‌کند. در نهایت هم متوجه می‌شود که تشییع جنازه را اشتباه آمده است. ستارگان میهمان این قسمت هم بن میلر و ربکا فرانت هستند. |                            |          |         |              |

## بیست و پنجمین سالگرد
| # | عنوان                                                      | کارگردان  | نویسنده   | تاریخ پخش      |
| --- | ---------------------------------------------------------- | --------- | --------- | -------------- |
| ۱ | «بیست و پنجمین سالگرد: مستر بین دوباره سوار ماشینش می‌شود!» | اعلان‌نشده | اعلان‌نشده | ۵ سپتامبر ۲۰۱۵ |
| در این ویدیوی کوتاه که به مناسبت سالگرد پخش مستر بین ساخته شده، در در شهر لندن در حالی که بر سقف مینی رانندگی می‌کند در میان جاذبه‌های دیدنی شهر گردش می‌کند و مردم با هشتگ #MrBean25 در کنار جاده به استقبالش می‌آیند. |                                                            |           |           |                |

## فیلم‌های سینمایی
| # | عنوان            | کارگردان      | نویسنده                                                      | تاریخ اکران  |
| --- | ---------------- | ------------- | ------------------------------------------------------------ | ------------ |
| ۱ | بین              | روآن اتکینسون | ریچارد کرتیس روآن اتکینسون                                   | ۲ اوت ۱۹۹۷   |
| مستر بین یک نگهبان امنیتی ناامید در نگارخانه ملی لندن است. او در ماموریتی به گالری گریرسون در کالیفرنیا فرستاده می‌شود تا در مورد پرده‌برداری از نقاشی مادر ویسلر مذاکره کند. |                  |               |                                                              |              |
| ۲ | تعطیلات مستر بین | روآن اتکینسون | سایمن مک‌برنی (داستان) همیش مک‌کول و رابین دریسکول (نمایشنامه) | ۲۴ مارس ۲۰۰۷ |
| مستر بین با برنده‌شدن در یک قرعه‌کشی، از لندن به کَن در کشور فرانسه سفر می‌کند. در راه به‌طور ناخواسته موجب می‌شود تا پسرکی به نام استیفان (مکس بالدری) پدرش (کارل رودن) که یک کارگردان روسی که برای داوری جشنواره فیلم کن به این شهر سفر کرده‌است، را گم کند. با این وجود او و آن پسر با هم دوست شده، راهی کن می‌شوند تا پدر او را بیابند و بین هم به ساحل زیبای کن برسد. در راه همدیگر را گم کرده و بین با دختری به نام سابین (ایما دو کون) آشنا می‌شود آنها استیفان را پیدا کرده به کن می‌رسند. سابین مشتاق دیدن فیلمی به‌نام پلی بک تایم به کارگردانی کارسون کلی، است که او خود در آن بازی کرده و در جشنواره کن در حال نمایش است. بین نمایش فیلم را به هم می‌ریزد و فیلم ضبط شده توسط دوربین شخصی خودش را می‌گذارد که باعث برنده شدن آن فیلم می‌شود. |                  |               |                                                              |              |